# 沖泰司
沖 泰司（おき やすし、1961年1月5日 - ）は、愛媛県松山市出身の元プロ野球選手（内野手、捕手、外野手。右投右打、ただし1988年時点では右投両打）、野球指導者。

## 経歴

### プロ入り前
愛媛県立松山商業高等学校では、3年時にエース石丸裕志（駒大－電電四国）を擁し、捕手、四番打者として1978年の夏の甲子園に出場するが、1回戦で郡山北工に惜敗。明治大学に進学。東京六大学リーグでは在学中3度優勝。大学の1年上に平田勝男、同期に菊池総、石井雅博がいた。
卒業後はスリーボンドに入社。野手となって1985年の都市対抗では、河合楽器との2回戦で本塁打を放つなど活躍。準々決勝に進むが三菱自動車川崎に敗退した。

### 日本ハム時代
長距離打者として期待され、1985年のドラフト会議において、日本ハムファイターズから4巡目に指名を受け入団。1986年のロッテとの最終戦で右翼手として初先発、4打数2安打を記録した。1988年は大宮龍男の移籍により、捕手となって2試合に先発マスクを被る。1990年5月16日の近鉄との対戦では一番打者、二塁手として偵察要員に代わり実質先発出場。在籍中に守備に就いた16試合のうち、捕手で4試合、一塁手で5試合、二塁手で2試合、三塁手で3試合、外野手で2試合の出場があり、ユーティリティプレイヤーとして起用された（1986 - 1987年は外野手登録、1988 - 1989年は捕手登録、1990年は内野手登録）。1990年限りで退団。

### 退団後
2005年には愛媛マンダリンパイレーツのコーチを務め、2006年には解任された西田真二の後を受けて監督に昇格した。3年目となる2008年後期にチームを初の半期優勝に導いた。
2008年4月25日の対高知ファイティングドッグス戦で、判定を不服として審判に暴行を働き、退場処分を受けた。リーグは同年4月28日、沖に対して1試合の出場停止と球団指導という処分を発表した。さらに、同年7月12日の対福岡レッドワーブラーズ戦においても審判に暴言を吐いて退場処分となった上、退場後も愛媛のベンチから審判への暴言がなされたことから、同年7月17日にリーグは沖に対して5試合の出場停止と罰金3万円、球団指導の処分を通告した。
2009年に愛媛マンダリンパイレーツの選手1名が逮捕（のち解雇）された不祥事を受け、沖は事件直後の主催試合を「謹慎」としてベンチに入らなかった。5月4日、球団は沖に対して3か月間の減俸（20%）と5月3日以降の公式戦出場自粛（10試合）の処分を下した。5月8日に、リーグより重ねて13試合の出場停止処分（対象試合は謹慎および球団による出場自粛と重複）を受けた。
2010年6月と7月に一度ずつ審判への暴言により退場処分を受ける。二度目の退場処分を受け、リーグは7月18日の1試合の出場停止と再指導、球団から厳重注意の処分を通告した。シーズン終了後の同年10月4日、退任が発表された。
2012年より韓国の高陽ワンダーズのバッテリーコーチ、2014年より韓国プロ野球新球団・KTウィズのバッテリーコーチに就任、2015年より同球団の二軍バッテリーコーチ。2016年より同じ韓国のハンファ・イーグルスの一軍バッテリーコーチになる。同年4月13日に二軍へ配置転換。同年退団。
2018年から創部した聖カタリナ大学硬式野球部の監督に就任した。2023年春からはコーチだった森浩昭が監督に就任しており、沖は監督から退いている。
2023年12月23日、ベースボール・チャレンジ・リーグ（ルートインBCリーグ）の福島レッドホープスで総合コーチに就任することが発表された。日本の独立リーグへは14年ぶりの復帰となる。
2024年シーズン中の8月12日に監督の岩村明憲が今シーズン限りでの退任を発表した際、後任の監督となることが明らかにされた。独立リーグの監督就任は15年ぶりとなる。

## 人物
- 通信販売のゲルマニウムネックレスの広告でしばしば松永浩美とともに登場している。
- 離婚した妻との間に女児がふたりいるが、このうち長女がモデルの沖樹莉亜である。

## 詳細情報

### 年度別打撃成績
| 年 度     | 球 団     | 試 合 | 打 席 | 打 数 | 得 点 | 安 打 | 二 塁 打 | 三 塁 打 | 本 塁 打 | 塁 打 | 打 点 | 盗 塁 | 盗 塁 死 | 犠 打 | 犠 飛 | 四 球 | 敬 遠 | 死 球 | 三 振 | 併 殺 打 | 打 率 | 出 塁 率 | 長 打 率 | O P S |
| --------- | --------- | ----- | ----- | ----- | ----- | ----- | -------- | -------- | -------- | ----- | ----- | ----- | -------- | ----- | ----- | ----- | ----- | ----- | ----- | -------- | ----- | -------- | -------- | ----- |
| 1986      | 日本ハム  | 21    | 11    | 10    | 3     | 2     | 0        | 0        | 0        | 2     | 0     | 0     | 2        | 0     | 0     | 1     | 0     | 0     | 4     | 0        | .200  | .273     | .200     | .473  |
| 1988      | 日本ハム  | 6     | 8     | 7     | 0     | 1     | 0        | 0        | 0        | 1     | 0     | 0     | 0        | 0     | 0     | 0     | 0     | 1     | 4     | 0        | .143  | .250     | .143     | .393  |
| 1990      | 日本ハム  | 9     | 6     | 5     | 3     | 1     | 0        | 0        | 0        | 1     | 0     | 2     | 0        | 0     | 0     | 1     | 0     | 0     | 1     | 0        | .200  | .333     | .200     | .533  |
| 通算：3年 | 通算：3年 | 36    | 25    | 22    | 6     | 4     | 0        | 0        | 0        | 4     | 0     | 2     | 2        | 0     | 0     | 2     | 0     | 1     | 9     | 0        | .182  | .280     | .182     | .462  |

### 年度別守備成績
| 年 度 | 捕手  | 捕手  | 捕手  | 捕手  | 捕手  | 捕手     | 捕手  | 捕手     | 捕手     | 捕手     | 捕手     | 一塁  | 一塁  | 一塁  | 一塁  | 一塁  | 一塁     | 二塁  | 二塁  | 二塁  | 二塁  | 二塁  | 二塁     | 三塁  | 三塁  | 三塁  | 三塁  | 三塁  | 三塁     | 外野  | 外野  | 外野  | 外野  | 外野  | 外野     |
| 年 度 | 試 合 | 刺 殺 | 補 殺 | 失 策 | 併 殺 | 守 備 率 | 捕 逸 | 企 図 数 | 許 盗 塁 | 盗 塁 刺 | 阻 止 率 | 試 合 | 刺 殺 | 補 殺 | 失 策 | 併 殺 | 守 備 率 | 試 合 | 刺 殺 | 補 殺 | 失 策 | 併 殺 | 守 備 率 | 試 合 | 刺 殺 | 補 殺 | 失 策 | 併 殺 | 守 備 率 | 試 合 | 刺 殺 | 補 殺 | 失 策 | 併 殺 | 守 備 率 |
| ----- | ----- | ----- | ----- | ----- | ----- | -------- | ----- | -------- | -------- | -------- | -------- | ----- | ----- | ----- | ----- | ----- | -------- | ----- | ----- | ----- | ----- | ----- | -------- | ----- | ----- | ----- | ----- | ----- | -------- | ----- | ----- | ----- | ----- | ----- | -------- |
| 1986  | -     | -     | -     | -     | -     | -        | -     | -        | -        | -        | -        | 5     | 11    | 1     | 0     | 0     | 1.000    | -     | -     | -     | -     | -     | -        | -     | -     | -     | -     | -     | -        | 1     | 2     | 0     | 0     | 0     | 1.000    |
| 1988  | 4     | 11    | 1     | 0     | 0     | 1.000    | 0     |          | 2        | 1        | .033     | -     | -     | -     | -     | -     | -        | -     | -     | -     | -     | -     | -        | -     | -     | -     | -     | -     | -        | 1     | 2     | 1     | 0     | 0     | 1.000    |
| 1990  | -     | -     | -     | -     | -     | -        | -     | -        | -        | -        | -        | -     | -     | -     | -     | -     | -        | 2     | 3     | 3     | 0     | 2     | 1.000    | 3     | 0     | 2     | 0     | 0     | 1.000    | -     | -     | -     | -     | -     | -        |
| 通算  | 4     | 11    | 1     | 0     | 0     | 1.000    | 0     |          | 2        | 1        | .033     | 5     | 11    | 1     | 0     | 0     | 1.000    | 2     | 3     | 3     | 0     | 2     | 1.000    | 3     | 0     | 2     | 0     | 0     | 1.000    | 2     | 4     | 1     | 0     | 0     | 1.000    |

### 記録
- 初出場：1986年4月6日、対近鉄バファローズ3回戦（藤井寺球場）、9回表に木村孝の代打として出場
- 初打席：同上、9回表に小野和義の前に三振
- 初先発出場：1986年10月19日、対ロッテオリオンズ26回戦（川崎球場）、9番・右翼手として先発出場
- 初安打：同上、4回表に梅沢義勝から

### 背番号
- 31 （1986年 - 1990年）
- 87 （2007年）
- 77 （2008年 - 2010年、2014年 - 2015年、2024年 - ）
- 71 （2012年 - 2013年）
- 74 （2016年）